# Protectorat français de Madagascar
1882–1897
Entités précédentes :
- Royaume de Madagascar
- Établissements français de Diego Suarez, de Nosy-Be et de l'Île Sainte-Marie

Entités suivantes :
- Colonie de Madagascar et dépendances

Le protectorat français de Madagascar désigne la période durant laquelle le royaume de Madagascar tombe sous un protectorat français, période durant laquelle la colonisation française à Madagascar commence. Le protectorat de Madagascar dure de 1882 à 1897, avant que l'île ne soit intégrée à la colonie de Madagascar et dépendances. Les établissements Français de Diego Suarez, de Nosy-Be et de l'Île Sainte-Marie sont rattachés au protectorat de Madagascar le 28 janvier 1896.
Le protectorat français de Madagascar correspond aux frontières de l'ancien royaume de Madagascar et de la future colonie puis République de Madagascar qui deviendra autonome en 1958, puis indépendante en 1960.

## Fonctionnement
Ce protectorat, d'un principe similaire au protectorat français de Tunisie et au protectorat français au Maroc maintient l'ensemble de l'administration mérina et des règles traditionnelles malgaches tout en mettant en place des résidents généraux chargés de représenter les intérêts de la France. Il s'agit d'un statut d'autonomie, intermédiaire entre l'indépendance et le statut de colonie.

## Monarques
- 1882-1883 : Ranavalona II, cousine de Rasoherina, est au pouvoir depuis 1868. Elle est l'épouse du 1er ministre Rainilaiarivony. Sous son règne le christianisme se répand dans l'île et le protestantisme auquel elle s'est convertie devient de facto religion d'État[1]. Elle tente de maintenir l'équilibre entre la France et le Royaume-Uni, qui ont des vues sur Madagascar. La France fait de Madagascar un protectorat en 1882.
- 1883-1896 : Ranavalona III, nièce de Radama II, est l'épouse du Premier ministre Rainilaiarivony.

Dans les faits les termes du protectorat avec la France ne sont que peu voire pas appliqués par les autorités malgaches qui ne peuvent empêcher l'invasion coloniale française en 1895. Madagascar est déclarée colonie française l'année suivante, l'esclavage, les castes et la monarchie sont abolies. À partir de 1897, la dernière reine de Madagascar, Ranavalona III, vit en exil à la Réunion et meurt à Alger en 1917.

## Résidents généraux du protectorat
Les résidents et gouverneurs de la période coloniale étaient :
| Début du mandat                                   | Fin du mandat     | Nom                        | Titre                                |
| ------------------------------------------------- | ----------------- | -------------------------- | ------------------------------------ |
| 17 décembre 1885, traité franco-malgache          |                   |                            |                                      |
| 28 avril 1886                                     | mars 1888         | Charles Le Myre de Vilers  | Résident général                     |
| Mars 1888                                         | 12 décembre 1889  | Paul Augustin Jean Larrouy | Résident général                     |
| 12 décembre 1889                                  | 11 octobre 1890   | Maurice Bompard            | Résident général                     |
| 11 octobre 1890                                   | Octobre 1892      | Jean Aurélien Lacoste      | Faisant fonction de Résident général |
| Octobre 1892                                      | 1894              | Paul Augustin Jean Larrouy | Résident général (2e mission)        |
| 1894                                              | 1er décembre 1895 | Charles Le Myre de Vilers  | Résident général (2e mission)        |
| 1er octobre 1895, protectorat français            |                   |                            |                                      |
| 1er décembre 1895                                 | 28 septembre 1896 | Hippolyte Laroche          | Résident général                     |
| 6 août 1896, annexion de Madagascar par la France |                   |                            |                                      |